# The Honorary Title
The Honorary Title fue una banda de rock y country alternativo indie de Brooklyn, Nueva York. La banda lanzó su primer EP homónimo "The Honorary Title" en 2003 y luego su primer álbum en 2004 llamado "Anything Else But the Truth", más tarde fue relanzado con cinco canciones adicionales y dos vídeos de bonificación. A principios de 2007 el EP , "Untouched and Intact" llegó la introducción de cuatro canciones, tres de los cuales fueron relanzado en el último álbum del grupo, Scream y Light Up the Sky, que fue lanzado el 28 de agosto de 2007.

## Historia
La banda comenzó en 2003 con tan sólo la voz de Gorbel y talentos multi- instrumentales de Kamstra, donde jugaron con un sello discográfico indie antes de ser firmado en Doghouse Records. Después de lanzar su álbum debut, "Anything Else But the Truth" en el año 2004, la banda finalmente firmó. el exmiembro de The Format, Adam Boyd (antes de Greeley Estates), junto con Jonathan Wiley. Después de viajar pesado, The Honorary Title lanzó su álbum "Scream y Light Up The Sky" en 2007. Aaron Kamstra dejó la banda debido al calendario de gira constante junto con Jonathan Wiley quien ahora esta de gira con Adam Green. En una entrevista con Absolutepunk.net en 1.4.08 dijo Gorbel, " Aaron y yo siempre tenían diferentes ideas de hacia dónde nos dirigíamos, tanto musicalmente, artísticamente, personalmente, bla, bla, bla. Pasamos más tiempo argumentando la realidad y la creación de la música. Le deseo. la mejor de las suertes a Jon está actualmente de gira con Adam Green No hay resentimientos, pero vamos a echarle de menos de cualquier forma a todos modos. ambos unos músicos increíbles".
Gorbel publicó un EP en solitario llamado "Ten Years Older" en su gira acústica de 2009 con Dustin Dobernig. En una entrevista con weworemasks.com, Gorbel dice: "Se considera una sesión en solitario, pero ... The Honorary Title podría haber pasado. " También dijo que está trabajando en un disco en solitario. El 24 de octubre de 2009 Jarrod anunció que The Honorary Title jugaría su último concierto el viernes 20 de noviembre de 2009.
El 31 de agosto de 2010, Gorbel lanzó su primer LP en solitario "Devil's Made a New Friend" bajo el sello Burning House Records.
Gorbel apoyó a Hanson en la tercera etapa de su Shout It Out Tour, a partir del 1 de noviembre de 2010 en Dallas, y termina el 23 de noviembre en Toronto, Ontario.
En 2012, Gorbel fundó una nueva banda, "Night Terrors of 1927", junto con su amigo Blake Sennett, exguitarrista principal de la banda Rilo Kiley.

## Miembros
- Jarrod Gorbel  – Voz principal, Guitarra
- Adam Boyd – Batería, Voz
- Mike Schey - Guitarra
- Nate Harold - Bajo
- Dustin Dobernig - Teclado

## Discografía

### Álbum
- 2004: Anything Else But the Truth
- 2007: Scream and Light Up the Sky

### EP
- 2003: The Honorary Title
- 2007: Untouched and Intact [EP]
- 2008: The City On Christmas [EP]
- 2009: Tour [EP]

### Lanzamientos
- 2009: Ten Years Older [EP]
- 2010: Devil's Made a New Friend
- 2011: Bruises From Your Bad Dreams [EP]

### Compilaciones
- Doghouse 100 – "Snow Day"
- Paupers, Peasants, Princes & Kings: The Songs of Bob Dylan – "Simple Twist of Fate"
- One Tree Hill Volume 3 – "Stay Away"
- Take Action Volume 6 – "Untouched and Intact"
- True Crime: New York City (Videojuego) - "Bridge and Tunnel"